# Romerosa
Romerosa fue una localidad española, hoy día despoblada, perteneciente al término municipal guadalajareño de Cogolludo, en la comunidad autónoma de Castilla-La Mancha.

## Historia
La localidad contaba hacia 1827 con 160 habitantes. Aparece descrita en el séptimo volumen del Diccionario geográfico-estadístico de España y Portugal de Sebastián de Miñano de la siguiente manera:

ROMEROSA, L. S. de España, prov. y partido de Guadalajara. A. P., 36 vec., 160 habitantes, 1 parroquia. Situado al pie de la sierra y á 1/2 leg. del rio Sorbes; confina por el S. con Aleas, con Mierla por O., y por el N. con Jocar. Prod. granos, vino, legumbres, y tambien se cria ganado lanar. Dista 5 leguas de la capital. Contr. 70 rs.
(Miñano, 1827, p. 368)

A mediados del siglo XIX, el lugar, por entonces perteneciente al municipio de Aleas, contaba con una población censada de 60 habitantes. La localidad aparece descrita en el decimotercer volumen del Diccionario geográfico-estadístico-histórico de España y sus posesiones de Ultramar de Pascual Madoz de la siguiente manera:

ROMEROSA: l. del distrito municipal de Aleas (1/2 leg.), en la prov. de Guadalajara (6), part. jud. de Tamajon (1 1/2), aud. terr. de Madrid (16), c. g. de Castilla la Nueva, dióc. de Toledo (38). sit. en la cúspide de un cerro, con buena ventilacion y clima frio; tiene 13 casas; la consistorial y una igl. parr., aneja de Torrebeleña: el térm. confina con los de Arbancon, Cogolludo, Beleña y Aleas: dentro de él se encuentra una fuente de abundante y buena agua; el terreno es quebrado, áspero y de mala calidad, comprende algunos trozos de monte poblados de roble, encina, jara, brezo y romero; caminos: los locales, en mal estado; el correo se recibe y despacha en Cogolludo. prod.: trigo, centeno, cebada, aceituna, vino, leñas de combustible y pastos, con los que se mantiene ganado lanar, cabrio y vacuno: hay caza de liebres, conejos, perdices y muchos jabalies. pobl.: 15 vec.. 60 alm. cap. prod. 335,000 rs. imp.: 20,100 contr.: 803.
(Madoz, 1849, p. 553)

El municipio de Aleas desapareció en 1970, al ser incorporado junto al de Beleña de Sorbe al término municipal de Cogolludo.